# Julián Montoya
Julián S. Montoya (Buenos Aires, 29 ottobre 1993) è un rugbista a 15 argentino, tallonatore del Leicester.

## Biografia
Cresciuto nel Club Newman di Buenos Aires, nel 2012 debuttò a livello internazionale nella formazione argentina Under-20; a differenza di suoi colleghi e compagni di squadra come Pablo Matera e Matías Díaz che avevano trovato contratti professionistici in Inghilterra, tuttavia, Montoya rimase in Argentina al Newman.
Aggregato alla selezione federale dei Pampas XV, impegnati in amichevoli di formazione e sviluppo nel Pacifico, debuttò nei Pumas contro l'Uruguay nel corso del campionato sudamericano 2014, prima ancora di esordire con il Newman nel campionato di Buenos Aires.
Dopo il Championship e la Coppa del Mondo di rugby 2015 cui Montoya prese parte con l'Argentina, il giocatore fu messo sotto contratto dalla federazione per entrare a far parte della rosa degli Jaguares, la franchise costituita per partecipare al Super Rugby a partire dal 2016.